# 致遠館

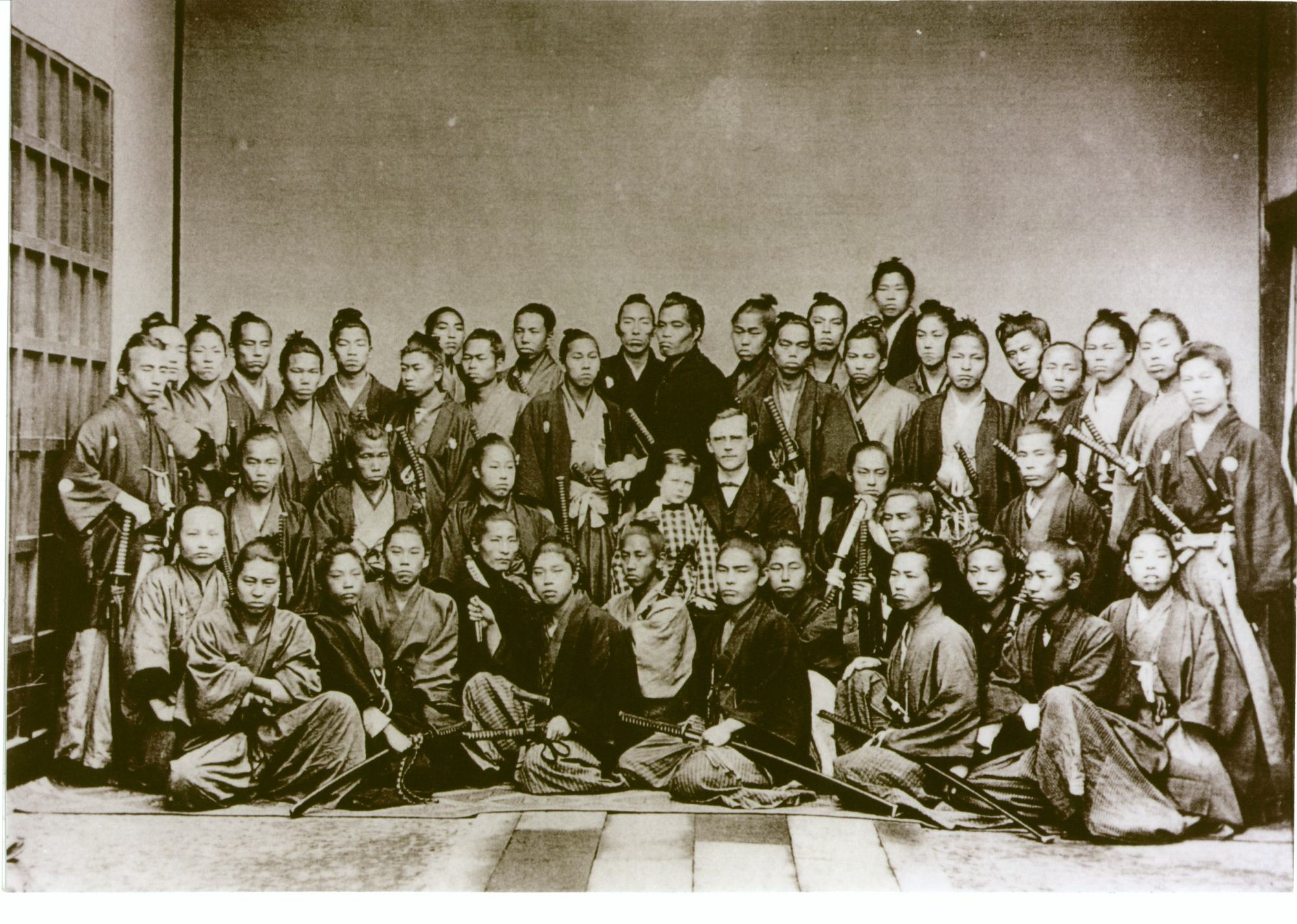
致遠館の学生群像（いわゆるフルベッキ群像写真）。フルベッキ（中央）が東京に去るのに際して撮影されたもの。1869年、上野彦馬撮影。

致遠館（ちえんかん）は、佐賀藩主・鍋島閑叟（直正）がオランダ人宣教師グイド・フルベッキを招聘し、1867年（慶応3年）に長崎に設立した英学を学ぶための藩校である。明治2年（1869年）に消滅するまでの2年間に多くの人材が学んだ。

## 沿革
佐賀藩は1840年代から蘭学研究を盛んに行い、教育機関「蘭学寮」を設けていたが、1860年、万延の遣米使節に参加した小出千之助の見聞により、イギリスやアメリカから知識を学ぶ英学と英語学習の必要性が認識されるようになる。蘭学寮指南役・教授方の小出は、佐賀藩主鍋島直正に英学教育機関の設立を建言。翌年、直正は秀島藤之助、中牟田倉之助、石丸安世の三人に英語学習を命じ、以後英学研究にあたる佐賀藩士である石丸安世、大隈重信、江藤新平等を次々に指名した。
1867年（慶応3年）、現在の長崎市五島町にあった佐賀藩諫早家の屋敷内（諌早家家臣の山本家屋敷）に「蕃学稽古所」が設置された。鍋島直正は蘭学寮に学んだ秀才を選抜し英語を学ばせ、他藩に先駆けて英学校を創設したのであった。 
名称は1868年（慶応4年）に致遠館と改められた。
佐賀藩はこの学校に、16歳から30歳までの30人を学生として派遣。英語教師には、長崎にあった幕府の英学所「済美館」（長崎英語伝習所）で教えていたオランダ人宣教師グイド・フルベッキが迎えられ、済美館と掛け持ちで英語を教授した。フルベッキは一日おきに1～2時間ずつ、新約聖書とアメリカ合衆国憲法をテキストとして英語を教授した。直正は、副島種臣を監督に据え、小出千之助（光彰）を教授方に据えた。欧米の政治制度・法制度の講義や議論が行われ。藩は原書を翻訳する人材の養成を目指していたが、欧米の政治思想の研究が盛んに行われることとなった。佐賀藩のみならず、他藩の人材も学びに来たといい、最大時には100名余の学生を擁した。
フルベッキは明治2年（1869年）4月に明治政府の招聘によって上京し、致遠館の活動は2年間で終わった。

## 主な学生
- 岩倉具定・岩倉具経（岩倉具視の子）[8]
- 折田彦市
- 綾部新五郎[9]
- 勝小鹿（勝海舟の子）[8]
- 香月経五郎
- 相良知安（弘庵）[10]
- 高峰譲吉[8]
- 服部一三
- 福島九成
- 本野盛亨（周蔵）[9]
- 山口尚芳（繁蔵）[9]
- 山中一郎

## 備考
- 佐賀藩の藩校としては、ほかに弘道館（現・佐賀県立佐賀西高等学校）、好生館（現・佐賀県医療センター好生館）がある。
- 致遠館の跡地は、1910年に唐津の醤油醸造業者である宮島商店が買い取り長崎支店を置いた[4]。かつて致遠館の建物は1966年まで社屋として使われていた[4]。
- 早稲田大学では、致遠館設立に果たした大隈重信の役割を大きく評価している[11]。致遠館跡地には2002年に、早稲田大学校友会長崎支部の手によって「大隈の教育理念の原点」とする記念碑が設立されている[4]。
- 1988年に佐賀市に設立された佐賀県立致遠館高等学校（現在は佐賀県立致遠館中学校・高等学校）は、致遠館の名を借りたものである[12]。宮島醤油より藩校致遠館の鬼瓦が致遠館高等学校に寄贈されている[4]。